# 五島市立盈進小学校
五島市立盈進小学校（ごとうしりつ えいしんしょうがっこう）は、長崎県五島市富江町黒瀬にある公立小学校。略称は「盈小」（えいしょう）。

## 概要
歴史
1874年（明治7年）に富江小学校の分校として創立した「黒瀬尋常小学校」と「山下尋常小学校」が、1905年（明治38年）に統合され「盈進尋常高等小学校」となった。2014年（平成26年）に創立140周年を迎えた。
校章
中央に校名の「盈」の文字を置いている。
校歌
作詞・作曲ともに川下寅之助による。歌詞は3番まであり、各番に校名の「えいしん」が登場する。
校区
住所表記で五島市富江町の後に「山下、黒瀬、山手（富江小学校の通学区域を除く）、長峰（富江小学校の通学区域を除く）」が続く地区。
中学校区は五島市立富江中学校。

## 沿革
- 1874年（明治7年）5月[2] - 第五大学区 第五中学区[3]富江小学校の分校として「黒瀬分校」・「山下分校」の2校が開校。
- 1887年（明治20年）4月 - 前年の小学校令の施行により、富江小学校から分離し、「簡易黒瀬小学校」・「簡易山下小学校」に改称。
  - 後に「黒瀬尋常小学校」・「山下尋常小学校」に改称。
- 1905年（明治38年）
  - 9月 - 現在地（天保）に建設中の校舎一部完成をもって黒瀬尋常小学校の分教場とし、尋常科1年生から3年生を収容。
  - 10月 - 校舎が完成し、黒瀬尋常小学校と山下尋常小学校の全児童を収容し、「盈進尋常高等小学校」に改称（尋常科4年・高等科2年）。
- 1908年（明治41年）4月 - 小学校令の改正により、義務教育年限（尋常科の修業年限）が4年から6年に延長される。
  - 旧高等科1年を尋常科5年に、旧高等科2年を尋常科6年に振り替え、高等科1年と高等科2年を新設。これにより尋常科6年・高等科2年となる。
- 1919年（大正8年）8月 - 校舎を増築。
- 1922年（大正11年）9月1日 - 町制施行で富江町が発足したことにより、富江町立の小学校となる。
- 1923年（大正12年）
  - 1月 - 木造新校舎が完成。
  - 10月 - 運動場を拡張。
- 1941年（昭和16年）4月1日 - 国民学校令の施行により、「富江町第二国民学校」に改称。尋常科を初等科に改める（初等科6年・高等科2年）。
- 1947年（昭和22年）4月1日 - 学制改革（六・三制の実施）が行われる。
  - 富江第二国民学校の初等科が改組され、「富江町立第二小学校」に改称。
  - 富江第二国民学校の高等科は富江第一国民学校の高等科と統合され、新制中学校「富江町立富江中学校」となる。
    - 中学校の独立校舎が完成するまでの間、富江町内の各小学校で中学校の分散授業が行われる。
- 1948年（昭和23年）
  - 4月1日 - 「富江町立盈進小学校」に改称。
  - 9月 - 南校舎6教室が完成。
- 1949年（昭和24年）3月 - 富江町立富江中学校の独立校舎（木造）が完成し、小学校校舎を使った中学校の分散授業が終了。
- 1958年（昭和33年）3月 - 木造の新校舎が完成。
- 1963年（昭和38年）9月 - 校歌を制定。
- 1969年（昭和44年）3月 - 体育館が完成。
- 1983年（昭和58年）11月 - 鉄筋コンクリート造2階建ての校舎が完成。
- 1998年（平成10年）7月 - 校舎の増改築を行う。
- 2002年（平成14年）7月 - えいしん広場が完成。
- 2004年（平成16年）8月1日 - 市町村合併で五島市が発足したことにより、「五島市立盈進小学校」（現校名）へ改称。

## 交通アクセス
最寄りのバス停
- 五島自動車（五島バス）「黒瀬口」バス停

最寄りの道路
- 国道384号

## 周辺
- 五島黒瀬郵便局

## 参考資料
- 「富江町郷土誌」（2004年（平成16年）2月29日, 富江町教育委員会）p. 626 -